# فوق أكسيد

تركيب لويس لفوق الأكسيد. تظهر إلكترونات المستوى الأخير لكل ذرة أكسجين ملونة باللون الأسود; هناك زوج إلكترونات واحد تم مشاركته (في الوسط); يظهر الإلكترون غير الرابط في أعلى الصورة إلى اليسار; ويمنح هذا الإلكترون الإضافي الشحنة السالبة لفوق الأكسيد والتي تظهر باللون الأحمر.

فوق الأكسيد أو الأكسيد الفائق هو أيون نشيط كما انه جذر حر وله الصيغة O2-. ويتم الحصول عليه بطريقة سهلة من حرق الروبيديوم أو السيزيوم في الأكسجين. كما أن هناك عديد من الأكاسيد الفائقة الأخرى المعروفة مثل فائق أكسيد البوتاسيوم. والأكاسيد الفائقة يكون بها إلكترون غير مزدوج، كما أنها غير ثابتة وتتحلل تلقائيا إلى بيروكسيد وأكسجين بمرور الوقت. وتتكون الأكاسيد الفائقة في البلعوم بكميات كبيرة بإنزيم NADPH أوكسيداز لاستخدامه في طرق المقاومة المعتمدة على الأكسجين. كما تستخدم الأكاسيد الفائقة في تحديد الزمن والأكسدة البيروكسيدية لليبيدات.
ويتم اكتساح الأكاسيد الفائقة بإنزيم أكسيد ديسميوتاز الفائق، أو SOD. وبالرغم من أن معدل تفاعل SOD قريب من معدل الانحلال التلقائي، فإن توقف SOD الجيني يسبب تكون حالة ظاهرية للكائنات من البكتريا وصولا للفئران (تموت الفئران في فترة تصل إلى 21 يوما بعد مولدها لو تعطل المتغير الميتوكوندريا الخاص بإنزيم SOD. كما أن الاختلاف الظاهر بين البيانات الحركية والحيوية يمكن أن يتم تفسيره بأن عدم وجود الطفرة يكون الرتبة الثانية بالنسبة لتركيز الأكسيد الفائق بينما الأكسيد الفائق الذي تم حفزه عن طريق SOD يكون له الرتبة الأولى، أي أن معدلات الأكسيد الفائق يمكن أن تقل بشدة بواسطة SOD.
ويستخدم فوق أكسيد البوتاسيوم كمصدر للأكسجين في مولدات الأكسجين الكيميائية.